# Saint-Léonard, Pas-de-Calais
Saint-Léonard là một xã ở tại tỉnh Pas-de-Calais trong vùng Hauts-de-France của Pháp.

## Địa lý
Saint-Léonard có cự ly khoảng 2 dặm (3,2 km) về phía nam Boulogne, tại giao lộ của các tuyến đường D901 và D940.

## Dân số
| 1962                                                         | 1968 | 1975 | 1982 | 1990 | 1999 | 2006 |
| ------------------------------------------------------------ | ---- | ---- | ---- | ---- | ---- | ---- |
| 1233                                                         | 1547 | 3929 | 4021 | 4131 | 3952 | 3725 |
| Số liệu điều tra dân số từ năm 1962, dân số chỉ tính một lần |      |      |      |      |      |      |

## Địa điểm nổi bật
- Nhà thờ St.Léonard, thế kỷ 11.
- Nhà thờ hiện đại St.Therése
- Lâu đài Pont-de-Briques, thế kỷ 17.
- Nhà thờ thế kỷ 19 Neuf.